# KTVT
KTVT é uma emissora de tv localizada na cidade de Fort Worth, Texas, EUA. A emissora é de propriedade da CBS Television Stations, que também opera a emissora. Opera nos canais 11 (virtual) e 19 (digital). Os estúdios estão localizados na Bridge Street na região central de Fort Worth e na CBS tower em Dallas e a torre de transmissão em Cedar Hill.

## Telejornalismo
A emissora produz 30 horas de jornalismo local: 5½horas diárias durante a semana, 1 hora aos sábados e uma hora e meia aos Domingos.